# Стримон (тема)
Тема Стримон (грчки:θέμα Στρυμόνος) је била византијска провинција (тема) у данашњој Егејској Македонији са центром у граду Серу. Створена је половином 9. века. Постојала је до средине 14. века. Често се јављала у склопу других византијских тема као што су Солун и Болерон.

## Историја
Тема Стримон обухвата подручје између река Стримон и Месте и између Родопа и Егејског мора. Ово подручје је стратешки веома важно. Тема не само да контролише излазе на планинске превоје у унутрашњости Балкана којима доминирају Словени већ преко ње пролази и значајан балкански Игњатијев пут (Via Egnatia) који повезује византијске делове Тракије са Солуном, другим по величини градом у Царству. Регион је од краја 7. века па надаље претежно насељен Словенима. Словени су чинили велики део становништва све до 11. века. Највећи градови теме Стримон су Сер, Филипи, Христопољ и Хрисопољ. Такође, у почетку су, могуће, били укључени и градови Ксанти и Месинополис.
У 8. веку Стримон је била клисура Македоније. Тачна година оснивања независне теме Стримон је непозната, али је тема вероватно основана у првој половини 9. века што се види из хронике Теофана Исповедника који описује Византијско-бугарске ратове 809. године. Стратег Стримона не помиње се у Тактикону Успенског из 842. године. Први пут се појављује у Клиторологиону из 899. године, тактикону писаном током владавине цара Лава Мудрог (886-912). Бројни печати стратега Стримона из друге половине 9. века су пронађени. Бискуп Сера је уздигнут на ранг надбискупа отприлике у исто време што је могући показатељ успостављања теме. Француски византолози, попут Паула Лемерла, сматрају да је тема основана крајем 840-тих година током Теоктистове анти-словенске кампање, али историчар Ворен Тераголд сматра да је Стримон постао тема тек око 896. године услед опасности од Бугара под Симеоном I (893-927).
Крајем 10. века тема Стримон подељена је на два дела. Први је познат као Хрисевба или Хрисаба (грчки: Χρυσεύβα/Χρυσάβα). Према грчком научнику Николасу Оикономиду, овај назив потиче од хеленизованог облика имена града Крушева. Други део носио је назив Нови Стримон (Νεος Στρυμων). Нови Стримон помиње се само у Ескоријалском тактикону из 975. године. Оикономид га идентификује са делом старије теме која се простирала источно од Месте, а која ће касније бити позната као тема Болерон (грчки:Βολερον) или са северним током Стримона. Византинци је вероватно оснивају током ратова Јована I Цимискија (969-976) и освајањем Бугарске 971. године. Крајем 10. века је тема Стримон изгледа уједињена са темом у Солуну, а можда и са словенским племеном Драгувита. У 11. веку је, изгледа, била сједињена са Болероном.
Тема Стримон наставила је да постоји све до пада Цариграда у Четвртом крсташком рату (1204), када је постала део краткотрајног Солунског краљевства. Никејски цар Јован III Ватац (1221-1254) је 1246. године освојио Македонију. Поново је успостављена тема Стримон као посебна покрајина. У 14. веку се, међутим, поново јавља у склопу других покрајина као што су теме Болерон и Солун или као тема "Сер и Стримон". Византинци трајно губе овај простор током експанзије Српског царства под Душаном Силним средином 14. века.